# 湘军南京屠城
湘军南京屠城发生于1864年7月，曾国藩弟曾国荃率湘军攻破太平天国天京（今南京）后纵火杀掠，屠杀平民总计死者约二、三十万人（死亡人数有争议）。
自六朝以建康為首都起，南京被战火屠戮約七、八次，其中南朝梁的侯景之乱、太平天國克南京、湘军南京屠城規模較大。

## 背景
1853年3月19日（咸丰三年二月十日）太平军攻克江宁（今南京市），两江总督陆建瀛及副都统霍隆武阵亡。
为镇压太平天国，湖南（湘）长沙曾国藩、曾国荃兄弟、曾国藩姻亲罗泽南家族、新宁江忠源家族等统领的乡勇组成湘军。
咸丰八年（1858年）四月，湘军李续宾部攻破江西九江，屠杀城中近二万军民，事后李表示“设有胁从之民，必早投诚，设计逸出”。咸丰十一年（1861年）八月，湘军曾国藩弟曾国荃部攻破安徽安庆，屠杀数万军民。赵烈文表示：“杀贼凡一万余人，男子髻龀以上皆死……妇女万余俱为掠出”，“军兴以来，荡涤未有如此之酷者矣”。

### 天京陷落
湘军攻陷安庆后，两江总督曾国藩以肃清沿江一带太平军，巩固后方，然后再围攻天京为方针。同治元年（1862年）1月，清政府命曾国藩为协办大学士，统辖苏、皖、赣、浙四省军务。曾国藩令湘军继续沿江东进外，令浙江巡抚左宗棠率湘、赣、浙军2万余人攻浙江，江苏巡抚李鸿章率淮军6,500人会同英法聯军阻挡太平军进攻上海，并伺机西攻苏州、常州，战略包围天京。3月下旬，湘军水陆军2万余人从安庆沿江东进，5月底，直抵天京城郊，江苏布政使曾国荃率陆军在雨花台一带扎营，兵部侍郎彭玉麟率水师进抵护城河口。
此时，太平天国英王陈玉成在安徽寿州（今寿县）被苗沛霖所害。天王洪秀全得知西线军溃，湘军已抵城下，诏在上海前线督战的忠王李秀成火速回援。李秀成于6月22日在苏州召开军事会议，决定避湘军锋芒，先以粮食、弹药援救天京，两年后与其决战。7月，由于干王洪仁玕、辅王杨辅清在皖南宁国府（治今宣城市）、广德一带作战失利，洪秀全催逼李秀成回救。8月6日，李秀成再次在苏州召开军事会议，决定集结兵力救天京。
从9月14日起，由「十三王」统率十余万大军自苏州等地先后启程，在东坝会齐后，分路进扎东至方山、西至板桥一线，连营数百，反包围湘军雨花台大营。同时，护王陈坤书、辅王杨辅清分攻金柱关和宁国府，断清军粮道，牵制援军。10月13日起，李秀成率军攻打雨花台曾国荃大营。湘軍凭借深沟高垒，坚守不出。10月23日，侍王李世贤率3万人自浙江赶来助战，仍久攻不下。太平军士气受挫，11月26日，李秀成下令撤围。洪秀全对李秀成“严责革爵”，令他“进北救南”，率军渡至江北，西进湖北，调动湘军分兵回援，以解天京至围。曾国藩识破其计，令曾国荃坚守大营，另派援軍到安徽堵截。12月1日，章王林绍璋等率首批数万太平军渡至江北，先后占含山、巢县（今巢湖市）、和州（今和县），等待后队。同治二年（1863年）2月27日，李秀成会同陈坤书等渡过长江，3月底抵巢县，计划从无为县西进。曾国藩调万余湘军进入安徽北部，李秀成攻无为、庐江、舒城、六安，均没有成功，在皖南策应的太平军也进攻失利。李秀成西进受阻，粮食奇缺，在5月19日撤回六安，经寿州东返，渡江时被湘军拦击，仅一万五千余人返回天京。“进北救南”结果损兵折将。湘军收缩对天京的包围圈，至11月下旬，相继进占天京东南的上方门、高桥门、双桥门、七桥瓮，西南的江东桥，以及东坝、秣陵、湖熟、淳化等要地。天京城只有太平、神策两门尚可与外部联系。
1862年9月李秀成回救天京以后，李鸿章的淮军在英法聯军和常胜军配合下，反攻苏南太平军。至1864年5月，苏南各城被攻陷，浙江全省也基本被左宗棠部湘军占领，天京完全被包围。
1863年12月20日，李秀成自丹阳前线返回天京，鉴于天京内无粮草，外绝援兵，他建议洪秀全离开天京，被拒绝。李秀成只好死守。同治三年（1864年）2月28日，湘军攻占了紫金山顶的天保城。3月2日，湘军至太平门、神策门外。3月14日，湘军以云梯登城未果。4月起，在朝阳、神策、金川门外挖地道十余处。守军筑月城，准备城墙塌后组织抵抗。6月1日，洪秀全死去，天京人心不安，李秀成等扶幼天王洪天贵福继位。7月3日，湘军攻占紫金山地保城，太平军失去护城的最后一道屏障。湘军随即构筑炮台数十座，昼夜对城内攻击，同时赶挖地道，准备轰城。7月19日晨，担任主攻的湘军部队齐集太平门外，中午，地雷轰发，炸塌城墙十余丈，湘军蜂拥而入，守军力战堵御，终至无效。湘军入城后，分路直冲天王府及神策、仪凤、通济、朝阳、洪武、聚宝各门，湘军水师夺取水西、旱西门。至傍晚，天京全城各门均被湘军夺占。守军与其展开激烈巷战，或战死、或自焚，十余万人无降者。曾国荃部攻陷天京，又施展杀戒。
李秀成带幼天王自太平门突围而出，旋失散。22日，李秀成在方山附近被俘，8月7日被杀。11月18日，幼天王被處死。天京被清軍攻佔，标志太平天国战争的失败。

## 记载
郭廷以《近代中國史綱》引赵烈文《能静居日记》记载曾国荃率湘軍攻入南京城后的情景：“湘军‘贪掠夺，颇乱伍。中军各勇留营者皆去搜括’，……‘沿街死尸十之九皆老者。其幼孩未满二、三岁者亦被戳以为戏，匍匐道上。妇女四十岁以下者一人俱无（均被虏），老者负伤或十余刀，数十刀，哀号之声达于四方。’凡此均为曾国荃幕友赵烈文目睹所记，总计死者约二、三十万人。”太平天国天京城破三十余年后，譚嗣同在南京仍听当地人说：“（湘军）一破城，见人即杀，见屋即烧，子女玉帛扫数入于湘军，而金陵遂永穷矣。至今，父老言之，犹深愤恨。”

## 影响
太平天国强盛时，南京最多有100万人，可到1875年光绪帝登基时，南京依然人口不足50万，当时城里甚至连一棵完整的树都找不到。曾国荃疑似劫掠大量财宝，被称为「曾老饕」，此外还殺死百姓无数，与其兄曾国藩被称为「曾剃头」、「曾屠户」。
自六朝以建康為首都起，南京被战火屠戮約七、八次，湘军屠城與太平天國克南京、南朝梁的侯景之乱是其中三場規模較大的事件。

## 備註
1. ↑  「湘軍‘貪掠奪，頗亂伍。中軍各勇留營者皆去搜括’，……‘沿街死屍十之九皆老者。其幼孩未滿二、三歲者亦被戳以為戲，匍匐道上。婦女四十歲以下者一人俱無（均被虜），老者負傷或十餘刀，數十刀，哀號之聲達於四方。’凡此均為曾國荃幕友趙烈文目睹所記，總計死者約二、三十萬人」。這段文字出自中國近代史權威學者、中央研究院近代史研究所創所所長郭廷以所著的《近代中國史綱》（香港中文大學，頁169∼170），主要在描述1864年曾國荃（曾國藩弟）率湘軍攻入南京城後的情景（原始資料參見：趙烈文，《能靜居日記》）。相較於1937年日軍版的「南京大屠殺」被一再強調，這場湘軍版的「南京大屠殺」顯然少被中國史家提及。大概是擔心讀者看了之後無法接受滿口「獨仗忠信二字為行軍之本」（語出曾國藩，《討粵匪檄》）的湘軍，竟也會幹出同太平軍一樣「荼毒生靈、蹂躪州縣」（曾國藩罵太平軍之語，同上文）的勾當。